# メリ・デレナランギ
メリ・デレナランギ（Meli Derenalagi、1998年11月26日 - ）は、スーパーラグビーフィジアン・ドゥルアに所属するラグビー選手。メリ・デレナラギとも。

## プロフィール
- フィジー出身。
- ポジションはフランカー(FL)。
- 身長 190cm、体重 84kg
- U20フィジー代表に選ばれたことがある[1]。

## 略歴
2021年、東京五輪の7人制フィジー代表に選ばれて金メダル獲得。同年9月、フィジアン・ドゥルアに加入。